# Consonant dorsal
Les consonants dorsals són consonants articulades amb la part posterior de la llengua (el dors). Inclouen les consonants palatals, velars i, en alguns casos, alvèolo-palatals i uvulars. Contrasten amb les consonants coronals, articulades amb la part frontal flexible de la llengua, i les consonants laríngeals, articulades a la faringe.

## Funció
El dors de la llengua pot contactar amb una àmplia regió del paladar, des del paladar dur (consonants palatals), el vel flexible darrere d'aquest (consonants velars), fins a l'úvula a la part posterior de la cavitat bucal (consonants uvulars). Aquestes distincions no són clares, i de vegades s'observaran graduacions més fines com ara pre-palatal, pre-velar i post-velar .
Com que la punta de la llengua es pot enrotllar cap enrere per contactar també amb el paladar dur per a les consonants retroflexes (subapical-palatals), les consonants produïdes pel contacte entre el dors i el paladar de vegades s'anomenen dorso-palatals.

## Exemples
| Símbol AFI | Nom de la consonant            | Llengua     | Exemple       | AFI       |
| ---------- | ------------------------------ | ----------- | ------------- | --------- |
| ⟨ɲ⟩        | Nasal palatal sonora           | albanès     | një           | [ɲə]      |
| ⟨ʝ⟩        | Fricativa palatal sonora       | grec modern | για           | [ʝa]      |
| ⟨ç⟩        | Fricativa palatal sorda        | alemany     | Reich         | [ʁaɪ̯ç]    |
| ⟨j⟩        | Aproximant mediopalatal sonora | anglès      | yellow        | /ˈjɛloʊ/  |
| ⟨ŋ⟩        | Nasal velar sonora             | anglès      | sing          | /ˈsɪŋ/    |
| ⟨ɡ⟩        | Oclusiva velar sonora          | anglès      | garden        | /ˈgɑrdən/ |
| ⟨k⟩        | Oclusiva velar sorda           | anglès      | cake          | /ˈkeɪk/   |
| ⟨ɣ⟩        | Fricativa velar sonora         | grec modern | góma (γόμα)   | /ˈɣoma/   |
| ⟨x⟩        | Fricativa velar sorda          | malai       | akhir         | /a:ˈxir/  |
| ⟨ʍ⟩        | Aproximant labiovelar sorda    | anglès      | whine         | /ˈʍaɪn/   |
| ⟨w⟩        | Aproximant labiovelar sonora   | anglès      | water         | /ˈwɔːtər/ |
| ⟨q⟩        | Oclusiva uvular sorda          | àrab        | Qur'an (قرآن) | /qurʔaːn/ |
| ⟨ɢ⟩        | Oclusiva uvular sonora         | persa       | Qom           | /ɢom/     |
| ⟨ʁ⟩        | Fricativa uvular sonora        | francès     | Paris         | /paʁi/    |
| ⟨χ⟩        | Fricativa uvular sorda         | alemany     | Bach          | [baχ]     |